# Dalekovod
Dalekovod je elektroenergetski nadzemni vod (slobodni vod, zračni vod) izmjenične ili istosmjerne struje visokog električnog napona koji služi za prijenos električne energije, bilo velikih snaga, bilo na velike udaljenosti, ili oboje. Električna energija prenosi se neizoliranim vodičima koji su, zbog opasnosti od visokog napona za okolinu, postavljaju visoko iznad zemlje. Kao materijali za vodiče najviše se upotrebljavaju aluminij ili aluminijeve slitine. Električni vodiči se izrađuju u obliku užeta sukanjem od pojedinih žica, a najčešća je izvedba kombinirano uže sukano od žica iz dvaju različitih materijala, od kojih jedan (aluminij) služi za vođenje struje, a drugi (čelik) preuzima mehanička naprezanja (takozvani alučel vodič). Za napone više od 300 kV sastavljaju se vodiči pojedinih faza od dva, tri ili više užeta na međusobnom razmaku od 30 do 60 centimetara (snopovi vodiča), kako bi se izbjeglo štetno tinjavo izbijanje (korona) na vodičima. Uporišta vodičima su dalekovodni stupovi predviđeni za nošenje i zatezanje, a izrađuju se najčešće kao rešetkaste konstrukcije od kutnoga profilnoga pocinčanog čelika. Između stupa i vodiča postavljaju se ovjesni električni izolatori sastavljeni od niza izolatorskih članaka od elektroporculana, kaljenog stakla ili sintetskih materijala mehanički pojačanih staklenim vlaknima.
Dalekovodima se električna energija prenosi od velikih elektrana do transformatorskih stanica za sniženje električnog napona u graničnim dijelovima područja s koncentriranom potrošnjom električne energije (gradovi, velika industrijska postrojenja i tako dalje). Električne snage koje se prenose pojedinim dalekovodima iznose između nekoliko desetaka do više tisuća MW, već prema visini napona. Prijenosnim naponima smatraju se međufazni naponi, i to od 50 kV do danas najviših izmjeničnih napona od 1200 kV, odnosno najviših istosmjernih napona od 1500 kV (između polova). U Hrvatskoj su u upotrebi izmjenični prijenosni nazivni naponi 110 kV, 220 kV i 400 kV. Duljine pojedinih dalekovoda dosežu danas i više tisuća kilometara.

## Sustav za uzemljenje dalekovoda
Sustav za uzemljenje dalekovoda je zaštitni sustav koji se sastoji od uzemljivača ukopanih u zemlju, katkad i od dozemnog voda. Svrha je uzemljenja da štiti ljude koji se zateknu u blizini stupova kada nastane dozemni spoj vodiča dalekovoda (proboj tijela električnog izolatora ili preskok kroz zrak uzduž izolatora), ali i da poveća pouzdanost ograničavanjem povratnih preskoka pri udaru munje u stup ili zaštitno uže. 

### Zaštitno uže
Zaštitno uže je vodič koji se postavlja iznad strujnih električnih vodiča i izravno spaja sa stupovima, a zadaća mu je spriječiti izravne udare munja u strujne vodiče. Vod je opremljen i priborom, koji uglavnom čine razni manji dijelovi za električno i mehaničko spajanje pojedinih dijelova dalekovoda, za zaštitu izolatora od električnoga luka, te za prigušenje mehaničkih vibracija vodiča uzrokovanih strujanjem zraka.